# Мошна (Опольське воєводство)
Мошна (пол. Moszna, нім. Moschen) — село в Польщі, у гміні Стшелечки Крапковицького повіту Опольського воєводства.
Населення — 344 особи (2011).

## Географія
Село розташоване на південному заході Польщі, у західній частині Ратиборської долини, у розвилці поміж лівих приток Одри, поблизу від кордону з Чехією. 

## Назва
Назва села ймовірно походить від слова мошна (іншими словами — мішок, торба), що у топографічному значенні може означати заглиблення, долину.

## Історія
Перша писемна згадка про село походить з 1687 року. 
У XVIII столітті в селі було побудовано палац.
У 1866 році власником Мошни став Губерт Густав фон Тіле-Вінклер, нащадки якого перебудували місцевий палац, надавши йому сучасного вигляду.
В 1948 році у селі було засновано кінну ферму, яка згодом стала відомим осередком розведення спортивних коней.

## Демографія
Демографічна структура станом на 31 березня 2011 року:
|          | Загалом | Допрацездатний вік | Працездатний вік | Постпрацездатний вік |
| -------- | ------- | ------------------ | ---------------- | -------------------- |
| Чоловіки | 162     | 23                 | 117              | 22                   |
| Жінки    | 182     | 29                 | 109              | 44                   |
| Разом    | 344     | 52                 | 226              | 66                   |

## Пам'ятки
Основною туристичною пам'яткою села є палац XVIII-XX століття, який разом із прилеглим до нього парком, є одним із найпопулярніших туристичних об'єктів у Опольському воєводстві.